# Trängens IP
Trängens IP, egentligen Trängens idrottsplats, är en idrottsanläggning i Örebro i Örebro län. Idrottsplatsen har anor sedan 1930-talet och har sedan dess byggts ut successivt. Anläggningen innehåller curling- och ishallar men framförallt Örebros näst största fotbollsanläggning, med en publikkapacitet om 4 700.
Fotbollsanläggningen är hemmaplan för division 1-laget BK Forward, tidigare i Superettan. Anläggningen invigdes 1963 och renoverades 1985. Forwards publikrekord på Trängens IP är 4 149. Huvudarenans planmått är 105x65 meter.

### Fotnoter
1. 1 2 3 4  http://idrottonline.se/BKForward-Fotboll/Foreningen/TrangensIP
2. 1 2  http://svenskfotboll.se/cuper-och-serier/information/?scr=venue&faid=42
3. 1 2  https://www.orebro.se/kultur--fritid/motion--idrott/idrottsanlaggningar/trangens-ip.html